# Lista de livros de Star Wars
A lista de livros de Star Wars apresenta romances, novelas e, contos da franquia Star Wars, que fazem parte da continuidade oficial de Star Wars.
Esta lista é dividida em duas categorias:
- CANÔNICOS: desde Abril 2014, são considerados canônicos, os livros que seguem a cronologia dos filmes, o filme Star Wars: The Clone Wars, a série de mesmo nome e Star Wars Rebels.[1]
- LEGENDS: são livros são parte do Universo Expandido original, e variam em níveis de canonicidade. Os novos filmes não serão baseados nestas obras, mas algumas partes podem ainda ser incorporadas nas películas.

Notas:
- (E) são somente encontrados na internet ou juntos com outros livros.
- (J) são livros designados a leitores mais jovens, geralmente são menores do que os outros livros de Star Wars.
- ABY= Antes da Batalha de Yavin
- DBY= Depois da Batalha de Yavin

## Cronologia
| Filmes e séries | Filmes e séries                     | Calendário ficcional (em anos) | Calendário ficcional (em anos) | Calendário ficcional (em anos) | Calendário ficcional (em anos) | Calendário ficcional (em anos) | Calendário ficcional (em anos) | Calendário ficcional (em anos) | Calendário ficcional (em anos) | Calendário ficcional (em anos) | Calendário ficcional (em anos) | Calendário ficcional (em anos) | Calendário ficcional (em anos) | Calendário ficcional (em anos) | Calendário ficcional (em anos) | Calendário ficcional (em anos) | Calendário ficcional (em anos) | Calendário ficcional (em anos) | Calendário ficcional (em anos) | Calendário ficcional (em anos) | Calendário ficcional (em anos) | Calendário ficcional (em anos) | Calendário ficcional (em anos) | Calendário ficcional (em anos) | Calendário ficcional (em anos) | Calendário ficcional (em anos) | Calendário ficcional (em anos) | Calendário ficcional (em anos) | Calendário ficcional (em anos) | Calendário ficcional (em anos) | Calendário ficcional (em anos) | Calendário ficcional (em anos) | Calendário ficcional (em anos) | Calendário ficcional (em anos) | Calendário ficcional (em anos) | Calendário ficcional (em anos) | Calendário ficcional (em anos) | Calendário ficcional (em anos) | Calendário ficcional (em anos) | Calendário ficcional (em anos) | Calendário ficcional (em anos) | Calendário ficcional (em anos) | Calendário ficcional (em anos) | Calendário ficcional (em anos) | Calendário ficcional (em anos) | Calendário ficcional (em anos) | Calendário ficcional (em anos) | Calendário ficcional (em anos) | Calendário ficcional (em anos) | Calendário ficcional (em anos) | Calendário ficcional (em anos) |
| Filmes e séries | Filmes e séries                     | Antes da Batalha de Yavin      | Antes da Batalha de Yavin      | Antes da Batalha de Yavin      | Antes da Batalha de Yavin      | Antes da Batalha de Yavin      | Antes da Batalha de Yavin      | Antes da Batalha de Yavin      | Antes da Batalha de Yavin      | Antes da Batalha de Yavin      | Antes da Batalha de Yavin      | Antes da Batalha de Yavin      | Antes da Batalha de Yavin      | Antes da Batalha de Yavin      | Antes da Batalha de Yavin      | Antes da Batalha de Yavin      | Antes da Batalha de Yavin      | Antes da Batalha de Yavin      | Antes da Batalha de Yavin      | Antes da Batalha de Yavin      | Antes da Batalha de Yavin      | Antes da Batalha de Yavin      | Antes da Batalha de Yavin      | Antes da Batalha de Yavin      | Antes da Batalha de Yavin      | Antes da Batalha de Yavin      | Antes da Batalha de Yavin      | Antes da Batalha de Yavin      | Antes da Batalha de Yavin      | Antes da Batalha de Yavin      | Antes da Batalha de Yavin      | Depois da Batalha de Yavin     | Depois da Batalha de Yavin     | Depois da Batalha de Yavin     | Depois da Batalha de Yavin     | Depois da Batalha de Yavin     | Depois da Batalha de Yavin     | Depois da Batalha de Yavin     | Depois da Batalha de Yavin     | Depois da Batalha de Yavin     | Depois da Batalha de Yavin     | Depois da Batalha de Yavin     | Depois da Batalha de Yavin     | Depois da Batalha de Yavin     | Depois da Batalha de Yavin     | Depois da Batalha de Yavin     | Depois da Batalha de Yavin     | Depois da Batalha de Yavin     | Depois da Batalha de Yavin     | Depois da Batalha de Yavin     | Depois da Batalha de Yavin     |
| Filmes e séries | Filmes e séries                     | 33                             | 32                             | 31                             | 30–24                          | 23                             | 22                             | 21                             | 20                             | 19                             | 18                             | 17                             | 16                             | 15                             | 14                             | 13                             | 12                             | 11                             | 10                             | 9                              | 8                              | 7                              | 6                              | 5                              | 4                              | 3                              | 2                              | 1                              | 0                              | 0                              | 0                              | 0                              | 1                              | 2                              | 3                              | 4                              | 5                              | 6                              | 7                              | 8                              | 9                              | 10                             | 11                             | 12–31                          | 32                             | 33                             | 34                             | 34                             | 35                             | 36-49                          | 50                             |
| --- | ----------------------------------- | ------------------------------ | ------------------------------ | ------------------------------ | ------------------------------ | ------------------------------ | ------------------------------ | ------------------------------ | ------------------------------ | ------------------------------ | ------------------------------ | ------------------------------ | ------------------------------ | ------------------------------ | ------------------------------ | ------------------------------ | ------------------------------ | ------------------------------ | ------------------------------ | ------------------------------ | ------------------------------ | ------------------------------ | ------------------------------ | ------------------------------ | ------------------------------ | ------------------------------ | ------------------------------ | ------------------------------ | ------------------------------ | ------------------------------ | ------------------------------ | ------------------------------ | ------------------------------ | ------------------------------ | ------------------------------ | ------------------------------ | ------------------------------ | ------------------------------ | ------------------------------ | ------------------------------ | ------------------------------ | ------------------------------ | ------------------------------ | ------------------------------ | ------------------------------ | ------------------------------ | ------------------------------ | ------------------------------ | ------------------------------ | ------------------------------ | ------------------------------ |
| A Ameaça Fantasma Ataque dos Clones A Vingança dos Sith |                                     |                                | I                              |                                |                                |                                | II                             |                                |                                | III                            |                                |                                |                                |                                |                                |                                |                                |                                |                                |                                |                                |                                |                                |                                |                                |                                |                                |                                |                                |                                |                                |                                |                                |                                |                                |                                |                                |                                |                                |                                |                                |                                |                                |                                |                                |                                |                                |                                |                                |                                |                                |
| Uma Nova Esperança O Império Contra-Ataca O Regresso de Jedi |                                     |                                |                                |                                | IV                             | IV                             | V                              | VI                             |                                |                                |                                |                                |                                |                                |                                |                                |                                |                                |                                |                                |                                |                                |                                |                                |                                |                                |                                |                                |                                |                                |                                |                                |                                |                                |                                |                                |                                |                                |                                |                                |                                |                                |                                |                                |                                |                                |                                |                                |                                |                                |                                |
| O Despertar da Força Os Últimos Jedi A Ascensão de Skywalker |                                     |                                |                                |                                |                                | VII                            | VIII                           | IX                             |                                |                                |                                |                                |                                |                                |                                |                                |                                |                                |                                |                                |                                |                                |                                |                                |                                |                                |                                |                                |                                |                                |                                |                                |                                |                                |                                |                                |                                |                                |                                |                                |                                |                                |                                |                                |                                |                                |                                |                                |                                |                                |                                |
| Rogue One Solo |                                     | a                              | R1                             |                                |                                |                                |                                |                                |                                |                                |                                |                                |                                |                                |                                |                                |                                |                                |                                |                                |                                |                                |                                |                                |                                |                                |                                |                                |                                |                                |                                |                                |                                |                                |                                |                                |                                |                                |                                |                                |                                |                                |                                |                                |                                |                                |                                |                                |                                |                                |                                |
| Rogue One Solo | a                                   | S                              |                                |                                |                                |                                |                                |                                |                                |                                |                                |                                |                                |                                |                                |                                |                                |                                |                                |                                |                                |                                |                                |                                |                                |                                |                                |                                |                                |                                |                                |                                |                                |                                |                                |                                |                                |                                |                                |                                |                                |                                |                                |                                |                                |                                |                                |                                |                                |                                |                                |
| The Clone Wars (+ Filme) The Bad Batch Obi-Wan Kenobi Rebels Andor Resistance The Mandalorian O Livro de Boba Fett Ahsoka |                                     | Clone Wars                     | Clone Wars                     | Clone Wars                     | Clone Wars                     |                                |                                |                                |                                |                                |                                |                                |                                |                                |                                |                                |                                |                                |                                |                                |                                |                                |                                |                                |                                |                                |                                |                                |                                |                                |                                |                                |                                |                                |                                |                                |                                |                                |                                |                                |                                |                                |                                |                                |                                |                                |                                |                                |                                |                                |                                |
| The Clone Wars (+ Filme) The Bad Batch Obi-Wan Kenobi Rebels Andor Resistance The Mandalorian O Livro de Boba Fett Ahsoka |                                     |                                | BB                             |                                |                                |                                |                                |                                |                                |                                |                                |                                |                                |                                |                                |                                |                                |                                |                                |                                |                                |                                |                                |                                |                                |                                |                                |                                |                                |                                |                                |                                |                                |                                |                                |                                |                                |                                |                                |                                |                                |                                |                                |                                |                                |                                |                                |                                |                                |                                |                                |
| The Clone Wars (+ Filme) The Bad Batch Obi-Wan Kenobi Rebels Andor Resistance The Mandalorian O Livro de Boba Fett Ahsoka |                                     | K                              |                                |                                |                                |                                |                                |                                |                                |                                |                                |                                |                                |                                |                                |                                |                                |                                |                                |                                |                                |                                |                                |                                |                                |                                |                                |                                |                                |                                |                                |                                |                                |                                |                                |                                |                                |                                |                                |                                |                                |                                |                                |                                |                                |                                |                                |                                |                                |                                |                                |
| The Clone Wars (+ Filme) The Bad Batch Obi-Wan Kenobi Rebels Andor Resistance The Mandalorian O Livro de Boba Fett Ahsoka |                                     | Rebels                         | Rebels                         | Rebels                         | Rebels                         | Rebels                         | Rebels                         | b                              |                                |                                |                                |                                |                                |                                |                                |                                |                                |                                |                                |                                |                                |                                |                                |                                |                                |                                |                                |                                |                                |                                |                                |                                |                                |                                |                                |                                |                                |                                |                                |                                |                                |                                |                                |                                |                                |                                |                                |                                |                                |                                |                                |
| The Clone Wars (+ Filme) The Bad Batch Obi-Wan Kenobi Rebels Andor Resistance The Mandalorian O Livro de Boba Fett Ahsoka | Andor                               |                                |                                |                                |                                |                                |                                |                                |                                |                                |                                |                                |                                |                                |                                |                                |                                |                                |                                |                                |                                |                                |                                |                                |                                |                                |                                |                                |                                |                                |                                |                                |                                |                                |                                |                                |                                |                                |                                |                                |                                |                                |                                |                                |                                |                                |                                |                                |                                |                                |                                |
| The Clone Wars (+ Filme) The Bad Batch Obi-Wan Kenobi Rebels Andor Resistance The Mandalorian O Livro de Boba Fett Ahsoka |                                     |                                |                                |                                |                                | Resistance                     |                                |                                |                                |                                |                                |                                |                                |                                |                                |                                |                                |                                |                                |                                |                                |                                |                                |                                |                                |                                |                                |                                |                                |                                |                                |                                |                                |                                |                                |                                |                                |                                |                                |                                |                                |                                |                                |                                |                                |                                |                                |                                |                                |                                |                                |
| The Clone Wars (+ Filme) The Bad Batch Obi-Wan Kenobi Rebels Andor Resistance The Mandalorian O Livro de Boba Fett Ahsoka | M                                   |                                |                                |                                |                                |                                |                                |                                |                                |                                |                                |                                |                                |                                |                                |                                |                                |                                |                                |                                |                                |                                |                                |                                |                                |                                |                                |                                |                                |                                |                                |                                |                                |                                |                                |                                |                                |                                |                                |                                |                                |                                |                                |                                |                                |                                |                                |                                |                                |                                |                                |
| The Clone Wars (+ Filme) The Bad Batch Obi-Wan Kenobi Rebels Andor Resistance The Mandalorian O Livro de Boba Fett Ahsoka | BF                                  |                                |                                |                                |                                |                                |                                |                                |                                |                                |                                |                                |                                |                                |                                |                                |                                |                                |                                |                                |                                |                                |                                |                                |                                |                                |                                |                                |                                |                                |                                |                                |                                |                                |                                |                                |                                |                                |                                |                                |                                |                                |                                |                                |                                |                                |                                |                                |                                |                                |                                |
| The Clone Wars (+ Filme) The Bad Batch Obi-Wan Kenobi Rebels Andor Resistance The Mandalorian O Livro de Boba Fett Ahsoka | A                                   |                                |                                |                                |                                |                                |                                |                                |                                |                                |                                |                                |                                |                                |                                |                                |                                |                                |                                |                                |                                |                                |                                |                                |                                |                                |                                |                                |                                |                                |                                |                                |                                |                                |                                |                                |                                |                                |                                |                                |                                |                                |                                |                                |                                |                                |                                |                                |                                |                                |                                |
| Era | Era                                 | Queda dos Jedi                 | Queda dos Jedi                 | Queda dos Jedi                 | Queda dos Jedi                 | Queda dos Jedi                 | Queda dos Jedi                 | Queda dos Jedi                 | Queda dos Jedi                 | Queda dos Jedi                 | Ascensão do Império            | Ascensão do Império            | Ascensão do Império            | Ascensão do Império            | Ascensão do Império            | Ascensão do Império            | Ascensão do Império            | Ascensão do Império            | Ascensão do Império            | Ascensão do Império            | Ascensão do Império            | Ascensão do Império            | Ascensão do Império            | Era da Rebelião                | Era da Rebelião                | Era da Rebelião                | Era da Rebelião                | Era da Rebelião                | Era da Rebelião                | Era da Rebelião                | Era da Rebelião                | Era da Rebelião                | Era da Rebelião                | Era da Rebelião                | Era da Rebelião                | Era da Rebelião                | Era da Rebelião                | A Nova República               | A Nova República               | A Nova República               | A Nova República               | A Nova República               | A Nova República               | A Nova República               | A Nova República               | Ascensão da Primeira Ordem     | Ascensão da Primeira Ordem     | Ascensão da Primeira Ordem     | Ascensão da Primeira Ordem     |                                | A Nova Ordem Jedi              |
| \| \| Prequela (Episódios I–III) \| \| \| Trilogia Original (Episódios IV–VI) \| \| \| Sequela (Episódios VII–IX) \| \| \| Filmes A Star Wars Story \| \| \| Séries \| a: Prólogo b: Epílogo Os episódios da web série Star Wars: Força do Destino passam-se em alturas diferentes, o que dificulta a sua inserção no cronograma. Também estão excluídos minisséries, contos, bandas desenhadas e livros do cânone oficial do Star-Wars, bem como o parque temático Star Wars: Galaxy’s Edge (entre VIII e IX). A cronologia usa o calendário ficcional do universo Star-Wars em anos antes e depois da Batalha de Yavin. A Batalha de Yavin IV representa o final do Episódio IV, em que Luke Skywalker e os rebeldes destroem a primeira Estrela da Morte. |                                     |                                |                                |                                |                                |                                |                                |                                |                                |                                |                                |                                |                                |                                |                                |                                |                                |                                |                                |                                |                                |                                |                                |                                |                                |                                |                                |                                |                                |                                |                                |                                |                                |                                |                                |                                |                                |                                |                                |                                |                                |                                |                                |                                |                                |                                |                                |                                |                                |                                |                                |
| | Prequela (Episódios I–III)          |                                |                                |                                |                                |                                |                                |                                |                                |                                |                                |                                |                                |                                |                                |                                |                                |                                |                                |                                |                                |                                |                                |                                |                                |                                |                                |                                |                                |                                |                                |                                |                                |                                |                                |                                |                                |                                |                                |                                |                                |                                |                                |                                |                                |                                |                                |                                |                                |                                |                                |
| | Trilogia Original (Episódios IV–VI) |                                |                                |                                |                                |                                |                                |                                |                                |                                |                                |                                |                                |                                |                                |                                |                                |                                |                                |                                |                                |                                |                                |                                |                                |                                |                                |                                |                                |                                |                                |                                |                                |                                |                                |                                |                                |                                |                                |                                |                                |                                |                                |                                |                                |                                |                                |                                |                                |                                |                                |
| | Sequela (Episódios VII–IX)          |                                |                                |                                |                                |                                |                                |                                |                                |                                |                                |                                |                                |                                |                                |                                |                                |                                |                                |                                |                                |                                |                                |                                |                                |                                |                                |                                |                                |                                |                                |                                |                                |                                |                                |                                |                                |                                |                                |                                |                                |                                |                                |                                |                                |                                |                                |                                |                                |                                |                                |
| | Filmes A Star Wars Story            |                                |                                |                                |                                |                                |                                |                                |                                |                                |                                |                                |                                |                                |                                |                                |                                |                                |                                |                                |                                |                                |                                |                                |                                |                                |                                |                                |                                |                                |                                |                                |                                |                                |                                |                                |                                |                                |                                |                                |                                |                                |                                |                                |                                |                                |                                |                                |                                |                                |                                |
| | Séries                              |                                |                                |                                |                                |                                |                                |                                |                                |                                |                                |                                |                                |                                |                                |                                |                                |                                |                                |                                |                                |                                |                                |                                |                                |                                |                                |                                |                                |                                |                                |                                |                                |                                |                                |                                |                                |                                |                                |                                |                                |                                |                                |                                |                                |                                |                                |                                |                                |                                |                                |

## Canônicos

### A Era da Ascensão do Império
- Star Wars Episódio I: A Ameaça Fantasma por Terry Brooks (32 BBY)
- Star Wars Episódio II: O Ataque dos Clones por R. A. Salvatore (22 BBY)

- Star Wars: Dark Disciple (2015), por Christie Golden (P19 BBY)
- Star Wars Episódio III: A Vingança dos Sith por Matthew Stover (19 BBY)
- Star Wars: Lordes dos Sith | Lords of the Sith (20 de Junho de 2016), by Paul S. Kemp (14 BBY) (A)
- Star Wars: Tarkin (November 2014), by James Luceno (14 BBY) (A)
- Star Wars: Thrawn (April 2017), by Timothy Zahn (12 BBY)

- Star Wars: Um Novo Amanhecer | Star Wars: A New Dawn (September 2014), by John Jackson Miller (11 BBY) (A)

### A Era da Rebelião
Esta era contém histórias acontecendo dentro de 5 anos depois dos acontecimentos de Star Wars Episódio IV: Uma Nova Esperança
- Star Wars Episode IV: A New Hope (1976), por Alan Dean Foster & George Lucas (0 BBY) (A)

- Star Wars: Heir to the Jedi (2015), por Kevin Hearne (0 DBY) (A)

- Star Wars: Battlefront: Twilight Company (2015), por Alexander Freed (1 DBY)

- Star Wars Episode V: The Empire Strikes Back (1980), por Donald F. Glut (3 DBY) (A)

- Star Wars Episode VI: Return of the Jedi (1983), por James Kahn (4 DBY) (A)

- Star Wars: Marcas da Guerra | Star Wars: Aftermath (2015), por Chuck Wendig (5 DBY)
- Star Wars: Dívida de Honra | Star Wars: Aftermath - Life Debt (maio de 2016), por Chuck Wendig (Between 4 DBY e 34 DBY) (A)
- Star Wars: Fim do Império | Star Wars: Aftermath - Empire's End (2017), por Chuck Wendig (Between 4 DBY e 34 DBY) (A)

#### A Série Journey toStar Wars: The Force Awakens
- Lost Stars (setembro de 2015), por Claudia Gray
- Moving Target: A Princess Leia Adventure (setembro de 2015), por Cecil Castellucci e Jason Fry
- Smuggler's Run: A Han Solo & Chewbacca Adventure (setembro de 2015), por Greg Rucka
- The Weapon of a Jedi: A Luke Skywalker Adventure (setembro de 2015), por Jason Fry
- Star Wars: Before the Awakening (dezembro de 2015), por Greg Rucka

##### Nova Republica
- Star Wars: New Republic: Bloodline (março de 2016), by Claudia Gray (28 ABY) (A)

Era de Primeira Ordem a Resistência
Esta era contém histórias que ocorrem entre cinco e 25 anos após os acontecimentos de Star Wars Episódio VI: O Retorno de Jedi

## Legends

### A Era da Velha República
Esta era contém histórias acontecendo entre 25,000-1,000 anos antes de Star Wars Episódio IV: Uma Nova Esperança

### Darth Bane
- Darth Bane: Path of Destruction (Darth Bane: O Caminho à Destruição) por Drew Karpyshyn (1020 ABY)
- Darth Bane: Rule of Two (Darth Bane: A Regra de Dois) por Drew Karpyshyn
- Darth Bane: Dynasty of Evil (Darth Bane: Caminho da Destruição) por Drew Karpyshyn

### A Era da Ascensão do Império
Esta era contém histórias acontecendo entre 1,000-0 anos antes de Star Wars Episódio IV: Uma Nova Esperança.

### Legacy of the Jedi (O Legado do Jedi)
- Legacy of the Jedi (O Legado do Jedi) por Jude Watson (88.5 ABY - 21.5 ABY) (J)

#### Série do Aprendiz do Jedi
- The Rising Force (A Força Nascente) por Dave Wolverton (45 ABY) (J)
- The Dark Rival (O Rival Sombrio) por Jude Watson (45 ABY) (J)
- The Hidden Past (O Passado Escondido) por Jude Watson (44 ABY) (J)
- The Mark of the Crown (A Marca da Coroa) por Jude Watson (44 ABY) (J)
- The Defenders of the Dead (Os Defensores dos Mortos) por Jude Watson (44 ABY) (J)
- The Uncertain Path (O Caminho Incerto) por Jude Watson (44 ABY) (J)
- The Captive Temple (O Templo Cativo) por Jude Watson (44 ABY) (J)
- The Day of Reckoning (O Dia de Julgamento) por Jude Watson (44 ABY) (J)
- The Fight for Truth (A Luta pela Verdade) por Jude Watson (43 ABY) (J)
- The Shattered Peace (A Paz Despedaçada) por Jude Watson (43 ABY) (J)
- The Deadly Hunter (O Caçador Fatal) por Jude Watson (43 ABY) (J)
- The Evil Experiment (A Experiência Maligna) por Jude Watson (42 ABY) (J)
- The Dangerous Rescue (O Resgate Perigoso) por Jude Watson (39 ABY) (J)
- The Ties That Bind (Os Laços que Unem) por Jude Watson (39 ABY) (J)
- The Death of Hope (A Morte da Esperança) por Jude Watson (39 ABY) (J)
- The Call to Vengeance (O Chamado à Vingança) por Jude Watson (39 ABY) (J)
- The Only Witness (A Única Testemunha) por Jude Watson (39 ABY) (J)
- The Threat Within (A Ameaça por Dentro) por Jude Watson (39 ABY) (J)
- Special Edition #1: Deceptions (Edição Especial #1: Decepções) por Jude Watson (41 ABY - 29 ABY) (J)
- Special Edition #2: The Followers (Edição Especial #2: Os Seguidores) por Jude Watson (39 ABY - 29 ABY) (J)

#### Os Segredos dos Jedi
- Secrets of the Jedi (Os Segredos dos Jedi) por Jude Watson (39 ABY - 20 ABY) (J)

#### Cloak of Deception (O Manto de Engano)
- Cloak of Deception (O Manto de Engano) por James Luceno (32.5 ABY)

#### Darth Maul
- Darth Maul: Saboteur (Darth Maul: Sabotador) por James Luceno (33 ABY) (E)
- Darth Maul: Shadow Hunter (Darth Maul: O Caçador das Sombras) por Michael Reaves (32.5 ABY)

#### Rogue Planet (O Planeta Selvagem)
- Rogue Planet (O Planeta Selvagem) por Greg Bear (29 ABY)

#### Série de Aventura dos Jedi
- Path to Truth (O Caminho à Verdade) por Jude Watson (28 ABY) (J)
- The Way of the Apprentice (O Caminho do Aprendiz) por Jude Watson (27 ABY) (J)
- The Trail of the Jedi (O Rastro dos Jedi) por Jude Watson (27 ABY) (J)
- The Dangerous Games (Os Jogos Perigosos) por Jude Watson (27 ABY) (J)
- The Master of Disguise (O Mestre do Disfarce) por Jude Watson (27 ABY) (J)
- The School of Fear (A Escola de Medo) por Jude Watson (26 ABY) (J)
- The Shadow Trap (A Armadilha Sombria) por Jude Watson (25 ABY) (J)
- The Moment of Truth (O Momento da Verdade) por Jude Watson (25 ABY) (J)
- The Changing of the Guard (A Troca da Guarda) por Jude Watson (24 ABY) (J)
- The False Peace (A Falsa Paz) por Jude Watson (24 ABY) (J)
- The Final Showdown (O Duelo Final) por Jude Watson (24 ABY) (J)

#### Outbound Flight (Voo de Ida)
- Outbound Flight (Voo de Ida) por Timothy Zahn (27 ABY)

### The Approaching Storm (A Tempestade que se Aproxima)
- The Approaching Storm (A Tempestade que se Aproxima) por Alan Dean Foster (22.5 ABY)

#### A Guerra dos Clones
- Shatterpoint (Ponto de Ruptura) por Matthew Stover (21.5 ABY)
- The Cestus Deception (A Decepção de Cestus) por Steven Barnes (21 ABY)
- The Hive (A Colmeia) por Steven Barnes (21 ABY)
- Jedi Trial (A Prova de Jedi) por David Sherman & Dan Cragg (19.5 ABY)
- Yoda: Dark Rendezvous (Yoda: O Encontro Escuro) por Sean Stewart (19.5 ABY)

##### Série de Republic Commando
- Star Wars Republic Commando: Hard Contact (Contato Duro) por Karen Traviss (22 ABY)
- Star Wars Republic Commando: Triple Zero (Zero Triplo) por Karen Traviss (21 ABY)
- Star Wars Republic Commando: True Colors (Lealdade Verdadeira) por Karen Traviss (Data de Lançamento 30 de outubro, 2007)
- Star Wars Republic Commando: Omega Squad Targets por Karen Traviss (Data de Lançamento agosto, 2008)

##### Série de Boba Fett
- Boba Fett: The Fight to Survive (A Luta para Sobreviver) por Terry Bisson (22 ABY) (J)
- Boba Fett: Crossfire por Terry Bisson (22 ABY) (J)
- Boba Fett: Maze of Deception (O Labirinto de Decepção) por Elizabeth Hand (22 ABY) (J)
- Boba Fett: Hunted (Caçado) por Elizabeth Hand (22 ABY) (J)
- Boba Fett: A New Threat (Uma Ameaça Nova) por Elizabeth Hand (19.5 ABY) (J)
- Boba Fett: Pursuit (A Perseguição) por Elizabeth Hand (19.5 ABY) (J)

#### MedStar Duology (Duologia de MedEstrela)
- MedStar I: Battle Surgeons (Cirurgiões de Batalha) por Michael Reaves e Steve Perry (20 ABY)
- MedStar II. Jedi Healer (Curadora Jedi) por Michael Reaves e Steve Perry (20 ABY)

### A Vingança dos Sith
- Labyrinth of Evil (Labirinto do Mal) por James Luceno (19 ABY)
- O Lorde das Trevas: A Ascensão de Darth Vader por James Luceno (19 ABY)

### Coruscant Nights (As Noites de Coruscant)
- Jedi Twilight (O Crepúsculo dos Jedi) por Michael Reaves (Data de Lançamento julho 2008) (18-11 ABY)
- Street of Shadows por Michael Reaves (Data de Lançamento setembro 2008) (18-11 ABY)
- Patterns of Force (Padrões da Força) por Michael Reaves (Data de Lançamento novembro 2008) (18-11 ABY)

### Last of the Jedi (Os Últimos dos Jedi)
- The Desperate Mission (A Missão Desesperada) por Jude Watson (18 ABY) (J)
- Dark Warning (O Aviso Escuro) por Jude Watson (18 ABY) (J)
- Underworld (O Mundo Subterrâneo) por Jude Watson (18 ABY) (J)
- Death on Naboo (Morte em Naboo) por Jude Watson (18 ABY) (J)
- A Tangled Web (Uma Teia Enrascada) por Jude Watson (18 ABY) (J)
- Return of the Dark Side (O Retorno do Lado Escuro) por Jude Watson (18 ABY) (J)
- Secret Weapon (A Arma Secreta) por Jude Watson (18 ABY) (J)
- Against the Empire (Contro o Império) por Jude Watson (Data de Lançamento 7 de outubro, 2007) (J)
- 9 Master of Deception por Jude Watson (Data de Lançamento dezembro 2007) (J)
- 10 Reckoning por Jude Watson (Data de Lançamento fevereiro 2008) (J)

### Death Star (Estrela da Morte)
- Death Star (Estrela da Morte) por Michael Reaves e Steve Perry (Data de Lançamento 16 de outubro, 2007)

### A Trilogia de Han Solo
- The Paradise Snare (A Armadilha do Paraíso) por A.C. Crispin (10 ABY)
- The Hutt Gambit (A Estratégia Hutt) por A.C. Crispin (5-4 ABY)
- Rebel Dawn (A Madrugada da Rebelião) por A.C. Crispin (3-0 ABY)

### As Aventuras de Lando Calrissian
- Lando Calrissian and the Mindharp of Sharu (e a Harpa-mente de Sharu) por L. Neil Smith (5 ABY)
- Lando Calrissian and the Flamewind of Oseon (e o Vento de Fogo de Oseon) por L. Neil Smith (4 ABY)
- Lando Calrissian and the Starcave of ThonBoka (e a Caverna Estelar de ThonBoka) por L. Neil Smith (3 ABY)

### As Aventuras de Han Solo
- Han Solo at Stars' End (Han Solo no Stars' End) por Brian Daley (2 ABY)
- Han Solo's Revenge (A Vingança de Han Solo) por Brian Daley (2 ABY)
- Han Solo and the Lost Legacy (Han Solo e o Legado Perdido) por Brian Daley (2ABY)

## Era da Rebelião
Esta era contém histórias acontecendo dentro de 5 anos depois dos acontecimentos de Star Wars Episódio IV: Uma Nova Esperança

### Uma Nova Esperança
- Star Wars: From the Adventures of Luke Skywalker (Star Wars: das Aventuras de Luke Skywalker) por Alan Dean Foster e George Lucas (posteriormente relançado como Star Wars IV: A New Hope [Star Wars IV: Uma Nova Esperança]) (Ano 0)

### Allegiance (Lealdade)
- Allegiance (Lealdade) por Timothy Zahn (0 DBY)

### Star Wars Galaxies (As Galáxias de Star Wars)
- Star Wars Galaxies: The Ruins of Dantooine (As Ruínas de Dantooine) por Voronica Whitney-Robinson e Haden Blackman (0-3 DBY)

### Splinter of the Mind's Eye (A Farpa do Olho da Mente)
- Splinter of the Mind's Eye (A Farpa do Olho da Mente) por Alan Dean Foster (2 DBY)

### O Império Contra-Ataca
- Star Wars Episódio V: O Império Contra-Ataca por Donald F. Glut (3 DBY)

### Shadows of the Empire (Sombras do Império)
- Shadows of the Empire (Sombras do Império) por Steve Perry (3.5 DBY)

### The Bounty Hunter Wars (As Guerras dos Caçadores de Recompensas)
- The Mandalorian Armor (A Armadura Mandaloriana) por K.W. Jeter (4 DBY)
- Slave Ship (O Navio Slave) por K.W. Jeter (4 DBY)
- Hard Merchandise (Mercadoria Dura) por K.W. Jeter (4 DBY)

### O Retorno de Jedi
- Star Wars Episódio VI: O Retorno de Jedi por James Kahn (4 DBY)

### The Truce at Bakura (A Trégua de Bakura)
- The Truce at Bakura (A Trégua de Bakura) por Kathy Tyers (4 DBY)

### Luke Skywalker and the Shadows of Mindor (Luke Skywalker e as Sombras de Mindor)
- Luke Skywalker and the Shadows of Mindor (Luke Skywalker e as Sombras de Mindor) por Matthew Stover (Data de Lançamento outubro 2008)

## Era da Nova República
Esta era contém histórias que acontecem entre 4-34 anos depois de Star Wars Episódio IV: Uma Nova Esperança

### A Série de X-Wing
- Rogue Squadron (Esquadrão Rogue) por Michael Stakpole (6.5-7.5 DBY)
- Wedge's Gamble (A Aposta de Wedge) por Michael Stakpole (6.5-7.5 DBY)
- The Krytos Trap (A Armadilha de Krytos) por Michael Stakpole (6.5-7.5 DBY)
- The Bacta War (A Guerra de Bacta) por Michael Stakpole (6.5-7.5 DBY)
- Wraith Squadron (Esquadrão Wraith) por Aaron Allston (6.5-7.5 DBY)
- Iron Fist (Punho de Ferro) por Aaron Allston (6.5-7.5 DBY)
- Solo Command (Comando Solo) por Aaron Allston (6.5-7.5 DBY)
- Isard's Revenge (A Vingança de Isard) por Michael Stackpole (9 DBY)
- Starfighters of Adumar (Caças Estelares de Adumar) por Aaron Allston (12-13 DBY)

### The Courtship of Princess Leia (O Cortejo da Princesa Leia)
- The Courtship of Princess Leia (O Cortejo da Princesa Leia) por Dave Wolverton (8 DBY)

### A Forest Apart (A Distância de uma Floresta)
- A Forest Apart (A Distância de uma Floresta) por Troy Denning (8 DBY) (E)

### Tatooine Ghost (Fantasma de Tatooine)
- Tatooine Ghost (Fantasma de Tatooine) por Troy Denning (8 DBY)

### A Trilogia de Thrawn
- Heir to the Empire (O Herdeiro do Império) por Timothy Zahn (9 DBY)
- Dark Force Rising (O Despertar da Força Negra) por Timothy Zahn (9 DBY)
- The Last Command (A Última Ordem) por Timothy Zahn (9 DBY)

### A Trilogia da Academia dos Jedi
- Jedi Search (A Busca de Jedi) por Kevin J. Anderson (11 DBY)
- Dark Apprentice (O Aprendiz Escuro) por Kevin J. Anderson (11 DBY)
- Champions of the Force (Campeões da Força) por Kevin J. Anderson (11 DBY)

### I, Jedi (Eu, Jedi)
- I, Jedi (Eu, Jedi) por Michael Stackpole (11 DBY)

### A Trilogia de Callista
- Children of the Jedi (Os Filhos dos Jedi) por Barbara Hambly (12-13 DBY)
- Darksaber (Sabre Negro) por Kevin J. Anderson (12-13 DBY)
- Planet of Twilight (O Planeta do Crepúsculo) por Barbar Hambly (12-13 DBY)

### The Crystal Star (A Estrela Cristal)
- The Crystal Star (A Estrela Cristal) por Vonda McIntyre (14 DBY)

### The Black Fleet Crisis Trilogy (A Trilogia da Crise da Frota Negra)
- Before the Storm (Antes da Tempestade) por Michael P. Kube-McDowell (16-17 DBY)
- Shields of Lies (Escudos de Mentiras) por Michael P. Kube-McDowell (16-17 DBY)
- Tyrant's Test (A Prova do Tirano) por Michael P. Kube-McDowell (16-17 DBY)

### The New Rebellion (A Nova Rebelião)
- The New Rebellion (A Nova Rebelião) por Kristine Rusch (17 DBY)

### A Trilogia Coreliana
- Ambush at Corellia (Emboscada em Corelia) por Roger MacBride Allen (18 DBY)
- Assault at Selonia (Assalto em Selonia) por Roger MacBride Allen (18 DBY)
- Showdown at Centerpoint (Duelo em Centerpoint) por Roger MacBride Allen (18 DBY)

### A Duologia de A Mão de Thrawn
- Specter of the Past (Espectro do Passado) por Timothy Zahn (19 DBY)
- Vision of the Future (Visão do Futuro) por Timothy Zahn (19 DBY)

### Survivor's Quest (A Missão dos Sobreviventes)
- Survivor's Quest (A Missão dos Sobreviventes) por Timothy Zahn (19 DBY)
- Fool's Bargain (O Pacto de um Tolo) por Timothy Zahn (19 DBY)

### A Série dos Cavaleiros Jedi Juniores
- The Golden Globe (O Globo Dourado) por Nancy Richardson (22 DBY) (J)
- Lyric's World (O Mundo de Lyric) por Nancy Richardson (22 DBY) (J)
- Promises (Promessas) por Nancy Richardson (22 DBY) (J)
- Anakin's Quest (A Missão de Anakin) por Rebecca Moesta (22 DBY) (J)
- Vader's Fortress (A Fortaleza de Vader) por Rebecca Moesta (22 DBY) (J)
- Kenobi's Blade (O Sabre de Kenobi) por Rebecca Moesta (22 DBY) (J)

### A Série dos Cavaleiros Jedi Jovens
- Heirs of the Force (Herdeiros da Força) por Kevin J. Anderson e Rebecca Moesta (23-24 DBY) (J)
- The Shadow Academy (A Academia Sombria) por Kevin J. Anderson e Rebecca Moesta (23-24 DBY) (J)
- The Lost Ones (Os Perdidos) por Kevin J. Anderson e Rebecca Moesta (23-24 DBY) (J)
- Lightsabers (Sabres de Luz) por Kevin J. Anderson e Rebecca Moesta (23-24 DBY) (J)
- Darkest Night (O Cavaleiro Mais Escuro) por Kevin J. Anderson e Rebecca Moesta (23-24 DBY) (J)
- Jedi Under Siege (Jedi Asseidados) por Kevin J. Anderson e Rebecca Moesta (23-24 DBY) (J)
- Shards of Alderaan (Fragmentos de Alderaan) por Kevin J. Anderson e Rebecca Moesta (23-24 DBY) (J)
- Diversity Alliance (Aliado de Diversidade) por Kevin J. Anderson e Rebecca Moesta (23-24 DBY) (J)
- Delusions of Grandeur (Delusões de Grandeza) por Kevin J. Anderson e Rebecca Moesta (23-24 DBY) (J)
- Jedi Bounty (Recompensa de Jedi) por Kevin J. Anderson e Rebecca Moesta (23-24 DBY) (J)
- The Emperor's Plague (A Praga do Imperador) por Kevin J. Anderson e Rebecca Moesta (23-24 DBY) (J)
- Return to Ord Mantell (Retorno ao Ord Mantell) por Kevin J. Anderson e Rebecca Moesta (23-24 DBY) (J)
- Trouble on Cloud City (Problemas na Cidade das Nuvens) por Kevin J. Anderson e Rebecca Moesta (23-24 DBY) (J)
- Crisis at Crystal Reef (Crise no Recife Cristal) por Kevin J. Anderson e Rebecca Moesta (23-24 DBY) (J)

## Era da Primeira Ordem e A Resistência
Este era contém histórias ocorrendo aproximadamente 34 anos depois de  Star Wars Episódio IV: Uma Nova Esperança .

#### The Perfect Weapon
- Star Wars: The Perfect Weapon (novembro de 2015), por Delilah S. Dawson (Aprox. 34 ABY) (E)

#### The Force Awakens (Episode VII)
- Star Wars: Before the Awakening (dezembro de 2015), por Greg Rucka (Aprox. 34 ABY) (Y) (A)
- Star Wars: The Force Awakens (dezembro de 2015), por Alan Dean Foster (Approx. 34 ABY) (A)
- Star Wars: The Force Awakens (fevereiro de 2016), por Michael Kogge (Aprox. 34 ABY) (Y) (A)

## Era da Nova Ordem Jedi
Esta era contém histórias que acontecem entre 25-36 anos depois de Star Wars Episódio IV: Uma Nova Esperança.

### Um Homem Prático
- A Practical Man (Um Homem Prático) por Karen Traviss (25 DBY) (E)

### A Nova Ordem Jedi
- Vector Prime (Vetor Primo) por R.A. Salvatore (25 DBY)
- Dark Tide I: Onslaught (Maré das Trevas I: Massacre) por Michael Stackpole (25 DBY)
- Dark Tide II. Ruin (Maré das Trevas II: Ruína) por Michael Stackpole (25 DBY)
- Agents of Chaos: Hero's Trial (Agentes de Caos: A Prova do Herói) por James Luceno (25 DBY)
- Agents of Chaos: Jedi Eclipse (Agentes de Caos: Eclipse de Jedi) por James Luceno (25 DBY)
- Balance Point (Ponto de Equilíbrio) por Kathy Tyers (26 DBY)
- Recovery (Recuperação) por Troy Denning (26 DBY) (E)
- Edge of Victory: Conquest (À Beira de Vitória: Conquista) por Greg Keyes (26 DBY)
- Edge of Victory: Rebirth (À Beira de Vitória: Renascimento) por Greg Keyes (27 DBY)
- Star by Star (Estrela por Estrela) por Troy Denning (27 DBY)
- Dark Journey (A Viagem Escura) por Elaine Cunningham (27 DBY)
- Enemy Lines: Rebel Dreams (Linhas Inimigas: Sonhos dos Rebeldes) por Aaron Allston (27 DBY)
- Enemy Lines: Rebel Stand (Linhas Inimigas: A Resistência dos Rebeldes) por Aaron Allston (27 DBY)
- Traitor (Traidor) por Matthew Stover (27 DBY)
- Destiny's Way (O Caminho do Destino) por Walter Jon Williams (28 DBY)
- Ylesia por Walter Jon Williams (28 DBY) (E)
- Force Heretic: Remnant (Herético da Força: Vestígio) por Sean Williams e Shane Dix (28 DBY)
- Force Heretic: Refugee (Herético da Força: Refugiado) por Sean Williams e Shane Dix (28 DBY)
- Force Heretic: Reunion (Herético da Força: Reunião) por Sean Williams e Shane Dix (28 DBY)
- The Final Prophecy (A Profecia Final) por Greg Keyes (28 DBY)
- The Unifying Force (A Força Unificadora) por James Luceno (29 DBY)

### The Dark Nest Trilogy
- The Joiner King (O Rei Unificador) por Troy Denning (35 DBY)
- The Unseen Queen (A Rainha Invisível) por Troy Denning (36 DBY)
- The Swarm War (A Guerra de Enxame) por Troy Denning (36 DBY)

## Era do Legado
Esta era contém histórias que acontecem mais de 40 anos depois de Star Wars Episódio IV: Uma Nova Esperança
Ver artigo: Legado da Força

### Legado da Força
- Betrayal (Traição) por Aaron Allston (40 DBY)
- Bloodlines (Linhas de Sangue) por Karen Traviss (40 DBY)
- Tempest (Tempestade) por Troy Denning (40 DBY)
- Exile (Exílio) por Aaron Allston (40 DBY)
- Sacrifice (Sacrifício) por Karen Traviss (40 DBY)
- Inferno por Troy Denning (Data de Lançamento 28 de agosto, 2007) (41 DBY)
- Fury (Fúria) por Aaron Allston (Data de Lançamento 27 de novembro, 2007) (42 DBY)
- Revelation (Revelação) por Karen Traviss (Data de Lançamento 4 de março, 2008) (42 DBY)
- Invincible (Invencível) por Troy Denning (Data de Lançamento 3 de junho, 2008)

### Fate of the Jedi
- Outcast por Aaron Allston (Data de Lançamento 24 de Março, 2009)
- Omen por Christie Golden (Data de Lançamento 23 de Junho, 2009)
- Abyss por Troy Denning (Data de Lançamento 18 de Agosto, 2009)
- Backlash por Aaron Allston(Data de Lançamento 9 de Março, 2010)
- Allies por Christie Golden(Data de Lançamento 25 de Maio, 2010)
- Vortex por Troy Denning(Data de Lançamento 30 de Novembro, 2010)
- Conviction por Aaron Allston(Data de Lançamento 17 de Maio, 2011)
- Ascension por Christie Golden(Data de Lançamento 16 de Agosto, 2011)
- Apocalypse por Troy Denning(Data de Lançamento 22 de Novembro, 2011)

## Contos
Estes livros contém contos de Star Wars escritos por vários autores notavéis de ficção cientifica.  As histórias em épocas diferentes.
- Tales from the Empire (Contos do Império) editado por Peter Schweighofer (Vários Tempos)
- Tales from the New Republic (Contos da Nova República) editado por Peter Schweighofer (Vários Tempos)
- Tales from the Mos Eisley Cantina (Contos da Cantina de Mos Eisley) editado por Kevin J. Anderson (0-3 DBY)
- Tales of the Bounty Hunters (Contos dos Caçadores de Recompensa) editado por Kevin J. Anderson (2-3 DBY)
- Tales from Jabba's Palace (Contos do Palácio de Jabba) editado por Kevin J. Anderson (4 DBY)
- Star Wars Adventures Journal (Diário das Aventuras de Star Wars) volumes 1-15 (vários editores, vários tempos)

## Livros de não-continuidade
Estes livros não seguem a linha de tempo de Star Wars e devem ser considerados como entidades separadas.

### Galáxia de Medo
- Eaten Alive (Comido Vivo) por John Whitman (J)
- City of the Dead (Cidade dos Mortos) por John Whitman (J)
- Planet Plague (Praga Planetaria) por John Whitman (J)
- The Nightmare Machine (A Máquina de Pesadelos) por John Whitman (J)
- Ghost of the Jedi (Fantasma dos Jedi) por John Whitman (J)
- Army of Terror (Exército de Terror) por John Whitman (J)
- The Brain Spiders (As Aranhas Cerebrais) por John Whitman (J)
- The Swarm (O Enxame) por John Whitman (J)
- Spore (Espório) por John Whitman (J)
- The Doomsday Ship (O Navio Apocalíptico) por John Whitman (J)
- Clones por John Whitman (J)
- The Hunger (A Fome) por John Whitman (J)

### Príncipe Jedi
- The Glove of Darth Vader (A Luva de Darth Vader) por Paul e Hollace Davids (J)
- The Lost City of the Jedi (A Cidade Perdida dos Jedi) por Paul e Hollace Davids (J)
- Zorba the Hutt's Revenge (A Vingança de Zorba o Hutt) por Paul e Hollace Davids (J)
- Mission from Mount Yoda (A Missão de Monte Yoda) por Paul e Hollace Davids (J)
- Queen of the Empire (A Rainha do Império) por Paul e Hollace Davids (J)
- Prophets of the Dark Side (Profetas do Lado Negro) por Paul e Hollace Davids (J)

## Cancelados

### Livros da Nova Ordem Jedi
- Dark Tide: Siege (Maré das Trevas: Assédio) por Michael Stackpole (25 DBY)
- Knightfall I: Jedi Storm por Michael Jan Friedman (26 DBY)
- Knightfall II: Jedi Blood por Michael Jan Friedman (26 DBY)
- Knightfall III: Jedi Fire por Michael Jan Friedman (26 DBY)

### Outros Livros
- Escape from Dagu (A Fuga de Dagu) por William C. Dietz
- Novela sem Título da Velha República por Elizabeth Mão
- Novela sem Título de Darth Plagueis por James Luceno (52-46 ABY)

## Livros de referência

### Uma Guia ao Universo de Star Wars
- A Guide to the Star Wars Universe (Uma Guia ao Universo de Star Wars) compilado por Raymond L. Velasco
- A Guide to the Star Wars Universe, 2nd Edition (Uma Guia ao Universo de Star Wars, Segunda Edição) compilado por Bill Slavicsek
- A Guide to the Star Wars Universe, 3rd Edition (Uma Guia ao Universo de Star Wars, Terceira Edição) compilado por Bill Slavicsek

### Dicionários Visuais
- O Dicionário Visual de Star Wars, Episódio I por David West Reynolds
- O Dicionário Visual de Star Wars, Episódio II por David West Reynolds
- O Dicionário Visual de Star Wars, Episódio III por David West Reynolds
- O Dicionário Visual de Star Wars, Episódios IV, V, VI por David West Reynolds
- O Dicionário Visual Completo de Star Wars

### O Making of os Filmes
- O Making of Star Wars, Episódio I, A Ameaça Fantasma por Lauren Bouzereau e Jody Duncan
- Mythmaking (Criando Mitos): Behind the Scenes de Star Wars: Episódio II: O Ataque dos Clones por JOdy Duncan
- O Making of Star Wars: A Vingança dos Sith por Jonathan Rinzler
- O Making of Star Wars: A História Difinitiva atrás do Filme Original por J.W. Rinzler

### A Arte dos Filmes
- A Arte de Star Wars: Episódio I: A Ameaça Fantasma por Jonathan Bresman
- A Arte de Star Wars: Episódio II: O Ataque dos Clones por Mark Vaz
- A Arte de Star Wars: Episódio III: A Vingança dos Sith por Jonathan Rinzler
- A Arte de Star Wars: Episódio IV: Uma Nova Esperança por Carol Titleman
- A Arte de Star Wars: Episódio V: O Império Contra-Ataca por Deborah Call
- A Arte de Star Wars: Episódio VI: O Retorno de Jedi por Carol Titleman

### The Incredible Cross-Sections (As Secções Transversais)
- As Secções Transversais de Star Wars Episódio I: A Ameaça Fantasma por David West Reynolds
- As Secções Transversais de Star Wars Episódio II: O Ataque dos Clones por Curtis Saxton
- As Secções Transversais de Star Wars Episódio III: A Vingança dos Sith por Curtis Saxton
- As Secções Transversais de Star Wars Episódios IV, V, e VI por David West Reynolds
- As Secções Visuais Completas de Star Wars por David Reynolds e Curtis Saxton

### Inside the Worlds (Dentro dos Mundos)
- Dentro dos Mundos de Star Wars: Episode I por Kristen Lund Meyer
- Dentro dos Mundos de Star Wars Ataque dos Clones por Simon Beecroft
- Dentro dos Mundos de Star Wars Episódios IV, V, e VI
- Locais Completos

### Essential Guides (Guias Essenciais)
- A Cronologia Essencial (2000) por Kevin J. Anderson e Daniel Wallace
- A Nova Cronologia Essencial (2005) por Daniel Wallace
- O Guia Essencial às Espécies Extraterrestres (2001) or Ann Margaret Lewis
- O Novo Guia Essencial às Espécies Extraterrestres (2006) por Ann Margaret Lewis
- O Guia Essencial aos Caráteres (1995) por Andy Mangels
- O Novo Guia Essencial aos Caráteres (2002) por Daniel Wallace

- O Guia Essencial aos Dróides (1999) por Daniel Wallace
- O Novo Guia Essencial aos Dróides (2006) por Daniel Wallace
- O Guia Essencial aos Planetas e Luas (1998) por Daniel Wallace
- O Guia Essencial às Armas e Tecnologia (1997) por Bill Smith
- O Novo Guia Essencial às Armas e Tecnologia (2004) por Haden Blackman
- O Guia Essencial aos Veículos e Vasos (???) (1996) por Bill Smith
- O Novo Guia Essencial aos Veículos e Vasos (???) (2003) por Haden Blackman
- Jedi vs Sith: O Guia Essencial à Força por Ryder Windham (Data de Lançamento novembro 2007)
- O Companheiro de Quadrinhos por Daniel Wallace
- O Atlas Essencial por Daniel Wallace e Jason Fry (Data de Lançamento março 2008)

### Diário Técnico
- Diário Técnico das Forças Imperiais
- Diário Técnico das Forças Rebeldes
- Diário Técnico de Star Wars

### Obras Misceláneas de Referências
- Almanaque Jedi - Guia do Universo Star Wars  por Brian Moura e Henrique Granado
- Criando os Mundos de Star Wars: 365 Dias por John Knoll
- Dressing a Galaxy: Os Costumes de Star Wars por Trish Biggar
- De Star Wars a Indiana Jones: Os Archivos Melhores de LucasFilm por Mark Cotta
- O Universo Ilustrado de Star Wars por Kevin J. Anderson e Ralph Macquarrie
- Esculturando a Galáxia por Lorne Peterson
- Os Segredos de Star Wars: Sombras do Império por Mark Vaz
- Star Wars: O Archivo das Figuras de Ação por Steven J. Sansweet
- As Crônicas de Star Wars por Deborah Fine
- As Crônicas de Star Wars: As Prequelas
- O Companheiro dos Quadrinhos de Star Wars por Ryder Windham e Daniel Wallace
- A Enciclopédia de Star Wars por Stephen J. Sansweet
- Star Wars: De Conceito à Tela à Coleção por Steven J. Sansweet
- Star Wars: O Mágico do Mito por Mary Henderson
- Star Wars Livro de Pósteres por Stephen J. Sansweet
- Star Wars: O Poder do Mito
- Star Wars: O Último Guia Visual  por Ryder Windham
- O Valto de Star Wars (Data de Lançamento novembro 2007) por Stephen J. Sansweet

### Redações e Comentários
- Uma Galáxia Não Tão Longe: Escritores e Artistas dos  25 anos de Star Wars por Glenny Kenny, editor.

## Livros de RPG

### Os Jedi Perdidos (0 ABY - 2 DBY)
- Jedi Dawn (A Madrugada dos Jedi) por Paul Cockburn (0 ABY)
- The Bounty Hunter (O Caçador de Recompensa) por Paul Cockburn (2 DBY)

## Autores
Aqui é uma lista dos autores dos livros de Star Wars.  Consiste dos que escreveram livros, contos e os filmes.

### Autores da História dos Filmes e do Roteiro
- Leigh Brackett
- Jonathan Hales
- Lawrence Kasdan
- George Lucas
- Dennis Kenobi

### Autores de livros e contos
| - Roger McBride Allen - Aaron Allston - John Alvin - Kevin J. Anderson - Eric Arnold - Julianna Balmain - Steven Barnes - Greg Bear - Terry Bisson - Haden Blackman - Terry Brooks - K. D. Burkett - Craig Carey - Chris Cassidy - Marc Cerasini - Dan Cragg - A. C. Crispin - Elaine Cunningham - Brian Daley - Cathal Danaher - Hollace Davids - Paul Davids - Troy Denning - William C. Dietz - Shane Dix - Dave Dorman - Tommy Lee Edwards - Justine Fontes | - Ron Fontes - Alan Dean Foster - Donald F. Glut - Christopher Golden - Barbara Hambly - Elizabeth Hand - Rich Handley - Patty Jackson - K. W. Jeter - Drew Karpyshyn - Greg Keyes - Monica Kulling - James Luceno - Michael P. Kube-McDowell - Vonda McIntyre - Ralph McQuarrie - Steve Miller - Rebecca Moesta - Christopher Moroney - Charlene Newcomb - Tish Eggleston Pahl - John Peel - Steve Perry - Michael Reaves - Nancy Richardson - Voronica Whitney-Robinson - Kristine Kathryn Rusch | - R. A. Salvatore - Peter Schweighofer - David Sherman - A. L. Singer - Bill Slavicsek - L. Neil Smith - Michael A. Stackpole - Sean Stewart - Matthew Stover - Todd Strasser - Donna Tauscher - Jim Thomas - Karen Traviss - Chris Trevas - Ezra Tucker - Kathy Tyers - Boris Vallejo - Cecilia Venn - Daniel Wallace - Jude Watson - John Whitman - Ryder Windham - Dean Williams - Sean Williams - Walter Jon Williams - Dave Wolverton - Timothy Zahn |